# 窄果脆兰
窄果脆兰（学名：Acampe ochracea），为兰科脆兰属下的一个植物种。該物種花期為12月，果期為3-4月。該物種分佈於中華人民共和國云南南部的勐腊、勐海以及斯里兰卡、印度的德干高原和东北部地区、锡金以及不丹、缅甸、泰国、老挝、柬埔寨、越南等地。